# Men in Black II
Men in Black II (auch MiB2, MiBII oder MIIB) ist eine US-amerikanische Science-Fiction-Komödie aus dem Jahre 2002. Es ist die Fortsetzung von Men in Black aus dem Jahre 1997. Eine weitere Fortsetzung ist Men in Black 3 aus dem Jahre 2012.

## Handlung
Agent J hat sich nach fünf Jahren bei den Men in Black (MIB), der Kontrollbehörde für außerirdische Aktivitäten in New York, zum Top-Agenten hochgearbeitet. Auf einmal taucht Serleena auf, ein bösartiges kylothisches Monster, das die Gestalt eines Unterwäschemodels angenommen hat. Sie sucht das „Licht von Zartha“, das die Zarthaner 25 Jahre vorher auf die Erde gebracht haben, um es dort zu verstecken. Die Men in Black durften es aber nicht behalten, um die Neutralität der Erde zu wahren und schickten es vorgeblich in den Weltraum. Der damals für den Fall zuständige Agent scheint es allerdings trotzdem irgendwo auf der Erde versteckt zu haben. Das Licht ist so mächtig, dass es jedem Besitzer die vollkommene Herrschaft über den Planeten Zartha ermöglicht.
Doch zunächst muss Agent J einen Mord an einem Außerirdischen untersuchen, der als Mensch getarnt eine Pizzeria betrieb. Dabei trifft er auf die Angestellte Laura Vasquez, die den Vorfall beobachtet hat, und erhält erste Hinweise auf Serleena und das „Licht von Zartha“. Entgegen den Vorschriften neuralisiert er Laura nicht, sondern belässt ihr die Erinnerung an die MIB und die außerirdische Herkunft ihres ermordeten Arbeitgebers.
Agent J folgt den Spuren und findet im Archiv des MIB weitere Hinweise: Vor 25 Jahren war sein alter Partner Agent K mit diesem Fall betraut. Diesem wurden jedoch bei seinem Ausscheiden vor fünf Jahren die Erinnerungen an die MIB gelöscht, um ihn wieder in die Gesellschaft eingliedern zu können, und er ist nun Oberpostmeister in Massachusetts unter seinem bürgerlichen Namen Kevin Brown.
Inzwischen haben die Zarthaner ein Ultimatum gestellt. Sie verlangen die Herausgabe des Lichts, sonst zerstören sie die Erde. Wenn jedoch das Licht in die Hände von Serleena fällt, zerstört diese den Planeten Zartha. Da K der Einzige ist, der die Erde und Zartha retten kann, soll J die Erinnerung und den Agenten K mit einem Deneuralisator wieder zurückholen. Serleena besetzt die MIB-Zentrale und hält die Mitarbeiter und Außerirdischen gefangen. K und J entgehen der Gefangennahme, indem sie aus der MIB-Zentrale herausgespült werden. Sofort suchen sie den außerirdischen Hehler Jack Jeebs auf, der illegal einen Deneuralisator nachgebaut hat. Da das Gerät jedoch zuvor noch nie getestet wurde und anscheinend nicht richtig funktioniert, erinnert sich K im Anschluss an den Deneuralisierungs-Versuch noch immer nicht an das „Licht von Zartha“, und seine Erinnerung an die MIB kehrt erst allmählich zurück. Allerdings hat er vor seiner freiwilligen Neuralisation Hinweise ausgelegt, damit er im Ernstfall das Licht wiederfinden kann. Zusammen folgen die beiden Partner der Spur zu dem Licht, aber Serleena bleibt ihnen dicht auf den Fersen.
Das Licht entpuppt sich als Laura Vasquez, die seit ihrer Geburt in New York lebt, aber nichts von ihrer wahren Identität weiß. Sie ist in Wirklichkeit die Thronerbin von Zartha. Mit Hilfe der Wurmlinge befreien K und J das MIB-Hauptquartier. Sie lassen Serleena von einem in der U-Bahn lebenden Riesenwurm verschlingen, aus dem sie sich jedoch befreien kann. Am Ende wird angedeutet, dass K Lauras Vater ist, der sie mit der Prinzessin gezeugt hat, als diese damals zur Erde kam, und dass sie ihn bat, das Licht zu verstecken. In letzter Sekunde kann Laura zurück nach Zartha geschickt werden, kurz bevor das Ultimatum abläuft. J, der sich in sie verliebt hat, muss dies schweren Herzens akzeptieren. Gemeinsam mit K schießt er Serleena ab, die Laura verfolgt.

## Gastrollen
Michael Jackson hat eine kleine Gastrolle, in der er versucht, den MIB als offizieller Agent M beizutreten, jedoch abgewiesen wird. Peter Graves, bekannt geworden als Hauptdarsteller der Agenten-Fernsehserie Kobra, übernehmen Sie, spielt sich zu Beginn des Films selbst als Moderator der fiktiven Fernsehshow Mysteries in History. Auch David Cross spielte schon im ersten Teil von Men in Black mit, dort verkörperte er in der Rechtsmedizin den Pförtner.

## Erfolg und Rezeption
„Die Skriptautoren Robert Gordon (Galaxy Quest) und Barry Fanaro (Kingpin) vertrauen dem Comedy-Rezept des Originals, bauen die populärsten E.T.s des Originals aus […] und führen etliche neue Gaga-Aliens in das ‚MIB‘-Universum ein. Der Humor ist quatschoffensiv bis selbstreferenziell […] Wie immer bei Sonnenfeld reiht sich ein Komödien-Gimmick an den anderen, ohne dass die episodische Struktur auf ein spektakuläres Finale angelegt ist. ‚Men in Black II‘ ist Popcorn-Kino in Reinkultur – und […] einer der teuersten Live-Action-Filme, seit es Aliens gibt.“

„Mit seinen ungewöhnlich knappen 89 Minuten ist ‚Men in Black‘ ein kurzweiliger, aber wie sein Vorgänger kaum sonderlich lange in Erinnerung haftender Kino-Happen, eine launige, schräge, aber an keiner Stelle wirklich bissige Science-Comedy-Action, die wieder scheinbar unvereinbare Genres zu knallbunter Popcorn-Unterhaltung verquirlt.“

„Die Zauberer aus den Departments für Digitaleffekte und Make-up, [dürfen] sich mehr noch als in ‚Men in Black‘ austoben. Verglichen mit ihrem Leistungsnachweis üben sich die Autoren in kreativer Zurückhaltung. […] Regisseur Barry Sonnenfeld […] fegt über jede Versuchung hinweg, Charaktere zu vertiefen oder Handlungsnebenlinien aufzubauen. Der Weg zum Unterhaltungsziel ist eine Gerade. Ungeachtet dessen ist Sonnenfelds Prolog ein witziges Geschenk für ältere Kinosemester, die die parodistische Hommage an den Sci-Fi-Trash der Fifties und alter Serials zu schätzen wissen. […] Nennenswerte Unterschiede im Unterhaltungswert [zum Vorgänger] sind kaum auszumachen, trugen doch die Macher erkennbar Sorge, dass Abweichungen vom Hit-Mix aus Situationskomik, absurdem Humor, Nonsens, Make-up- und Effektshow vermieden wurden. ‚Gleicher Planet, anderer Abschaum‘, verspricht der Slogan, und genau das löst ‚Men in Black 2‘ auch ein.“

„Turbulente Fortsetzung des Science-Fiction-Blockbusters aus dem Jahr 1997, die wie ihr Vorgänger vor allem durch die zahlreichen Schauwerte und zwei blendend aufgelegte Hauptdarsteller unterhält.“

Genauso wie der erste Teil (Men in Black) war auch der Nachfolger ein kommerzieller Erfolg, obwohl er nicht ganz die Beliebtheit des Vorgängers erreichte. Bei 140 Millionen US-Dollar Kosten spielte der Film in den Vereinigten Staaten 190 Millionen US-Dollar, im Rest der Welt 251 Millionen US-Dollar ein, also insgesamt fast 442 Millionen US-Dollar. Der Film startete am 18. Juli 2002 in den deutschen Kinos.

## Adaptionen und Fortsetzung
Videospiele von Men in Black erschienen für Nintendo GameCube, Game Boy Color und die PlayStation 2.
2012 erschien eine weitere Fortsetzung, Men in Black 3, in welcher Will Smith und Tommy Lee Jones wieder ihre Rollen übernahmen. Der Film wurde von Sony Pictures in 3D in die Kinos gebracht.

## Synchronisation
Die deutsche Synchronisation entstand in einem Studio der PPA Film, der Synchrongesellschaft des Synchronsprechers Pierre Peters-Arnolds in München.
| Figur                                 | Schauspieler              | Dt. Synchronsprecher  |
| ------------------------------------- | ------------------------- | --------------------- |
| Agent Jay / James Darrell Edwards III | Will Smith                | Jan Odle              |
| Agent Kay / Kevin Brown               | Tommy Lee Jones           | Ronald Nitschke       |
| Zed                                   | Rip Torn                  | Lambert Hamel         |
| Serleena                              | Lara Flynn Boyle          | Franziska Pigulla     |
| Scrad / Charlie                       | Johnny Knoxville          | Christian Tramitz     |
| Laura Vasquez                         | Rosario Dawson            | Sandra Schwittau      |
| Jack Jeebs                            | Tony Shalhoub             | Kai Taschner          |
| Tee                                   | Patrick Warburton         | Thomas Albus          |
| Newton                                | David Cross               | Claus Brockmeyer      |
| Hailey                                | Colombe Jacobsen-Derstine | Veronika Neugebauer   |
| Frank, der Mops                       | (Tim Blaney)              | Michael Habeck        |
| Sleeble                               | (Greg Ballora)            | Titus Simon           |
| Neeble                                | (Thom Fountain)           | Pierre Peters-Arnolds |
| Mannix                                | (Brad Abrell)             | Axel Malzacher        |
| Agent M                               | Michael Jackson           | Candace Whitman       |
| Oberzugführer Larry Bridgewater       | Peter Spellos             | Michael Rüth          |
| Peter Graves                          | Peter Graves              | Norbert Gastell       |

## Filmmusik
1. Worm Lounge #1 (Worms In Black) – Danny Elfman
2. Logo – Danny Elfman
3. Titles – Danny Elfman
4. Big Jeff – Danny Elfman
5. Headquarters – Men In Black II (Motion Picture)
6. Chop-Chop – Danny Elfman
7. Heart Thump – Danny Elfman
8. Customs – Danny Elfman
9. Hunting for K – Danny Elfman
10. J Nabbed / K’s Back – Danny Elfman
11. The Real Story – Danny Elfman
12. Sleuthing – Danny Elfman
13. The Defense Begins – Danny Elfman
14. The Chase – Danny Elfman
15. The Light – Danny Elfman
16. The Finale – Danny Elfman
17. Worm Lounge #2 – Danny Elfman
18. Titles Revisited – Danny Elfman
19. I Will Survive – Tim Blaney
20. Black Suits Comin’ (Nod Ya Head) – Will Smith Introducing Trâ-Knox; Trâ-Knox

## Auszeichnungen
- Bogey Awards (2002): Bogey Award in Platin gewonnen
- Goldene Himbeere (2003): Nominierung Schlechteste Nebendarstellerin für Lara Flynn Boyle
- BMI Film Music Award (2003): Gewonnen (Danny Elfman)
- Außerdem noch 6 andere Nominierungen